# Karin van den Broeke
Karin van den Broeke (* 18. Juni 1963 in Rotterdam) ist eine niederländische evangelisch-reformierte Theologin und Politikerin (CDA).

## Biografie
Karin van den Broeke verbrachte die Kindheit in Goes; 1976 zog die Familie um nach Heinkenszand. Nach dem Abitur am Lyceum in Goes begann sie mit einem Jurastudium. In ihrer Studentenzeit nahm sie an den Katechesen von Carel ter Linden teil. Daraufhin wechselte sie das Studienfach und studierte in Leiden evangelische Theologie. 1992 wurde sie Pfarrerin der reformierten Gemeinde Kruiningen. Von 1997 bis 2008 war sie Studentenseelsorgerin an der Universität Leiden. Anschließend war sie wieder Gemeindepfarrerin in Wissenkerke-Geersdijk (seit 2013 fusioniert mit Kats-Kortgene).
Von 2013 bis 2016 war Van den Broeke (als erste Frau in diesem Amt) Präses der Generalsynode der Protestantischen Kirche in den Niederlanden. Nach der fünfjährigen Amtszeit ging sie wieder als Pfarrerin in die Gemeindearbeit, nach Noord-Beveland. Ihre Nachfolgerin in der Kirchenleitung trat Saskia van Meggelen an.
Als Mitglied des Christen-Democratisch Appèl (CDA) wurde Van den Broeke im März 2019 Abgeordnete der Provinciale Staten von Zeeland. Dieses Amt legte sie im September 2021 nieder.
Van den Broeke ist (Stand 2021) Mitglied des Zentralkomitees und des Exekutivkomitees des Ökumenischen Rats der Kirchen. Seit 2018 ist sie Vorsitzende der Niederländisch-Flämischen Bibelgesellschaft.